# Взгляд на жизнь
«Взгляд на жизнь» (англ. Look at Life) — студенческий короткометражный чёрно-белый фильм американского режиссёра и сценариста Джорджа Лукаса, снятый им в 1965 году. Является первой лентой в фильмографии постановщика. Авангардистский монтажный фильм был создан им как тестовое задание в рамках обучения на курсе анимации, когда он был студентом кинематографического факультета Университета Южной Калифорнии. Лента длительностью одна минута, представляет собой монтаж вырезанных Лукасом фотографий из журналов Look и Life. Картина сопровождается музыкальной композицией Антониу Карлоса Жобина из фильма «Чёрный Орфей» французского режиссёра Марселя Камю и закадровым голосом, произносящим стих из Книги притчей Соломоновых. Фильм прославил Лукаса на факультете и завоевал множество призов на студенческих кинофестивалях.

## Содержание
Фильм представляет собой быструю последовательность вырезанных из журналов фотографий, на которых в основном показаны сменяющиеся образы и контрасты современного мира, различные беспорядки и ужасы человеческого общества: оскалившиеся собаки из штата Алабама, Мартин Лютер Кинг, расовые столкновения, Ку-клукс-клан, Никита Хрущёв, граф Дракула, буддийские монахи, трупы погибших во Вьетнаме солдат, целующиеся пары и танцующие женщины. В конце видеоряда фильма на экране появляется и медленно удаляется фотография мужчины с окровавленным носом и поднятыми вверх руками. В качестве фона использована музыка в ритме бразильской самбы, а голос проповедника громко читает стихи из Книги притчей Соломоновых: «Ненависть возбуждает раздоры, но любовь покрывает все грехи» (10:12). Заканчивается фильм удаляющимися последовательно показанными титрами из газетных вырезок: «ВСЕ ХОТЯТ ВЫЖИТЬ» (англ. ANYONE FOR SURVIVAL), «КОНЕЦ» (англ. END) и «?».

## Создание
В 1965 году Джордж Лукас учась на факультете кино Университета Южной Калифорнии снял свой первый короткометражный фильм «Взгляд на жизнь», являющимся первым в его фильмографии. В студенческие годы и некоторое время после окончания университета, Лукас снял целый ряд короткометражных фильмов — преимущественно в жанрах «визуальная поэма» и документалистика. В общей сложности он создал 10 таких фильмов. Для его студенческих работ характерны обращение к визуальным образам и бессюжетному повествованию, применение двойной  экспозиции, характерных звукошумовых эффектов и рваный монтаж.  
На кинокафедру университета в Сан-Франциско Лукас поступил практически случайно и в последний момент. Так, после окончания колледжа в калифорнийском Модесто, он намеревался поступить на курс антропологии Университета Южной Калифорнии. Также он рассматривал возможность подать документы в художественный институт в Пасадине, где его интересовала фотография и иллюстрация. Однако по совету знакомого он решил изучать фотографию в Университете Южной Калифорнии, где с удивлением узнал, что там есть кинокафедра, на которой и остановил свой выбор. В этот период он увлекается андеграундным кинематографом, который демонстрировался в небольших кинотеатрах Сан-Франциско. Позже он вспоминал о своих предпочтениях того периода: «Мне нравились самые авангардные работы, абстрактные по природе». По словам Майкла Камински, биографа режиссёра, именно со студенческих времён у Лукаса надолго осталась приверженность к авангардной документалистике и независимому кино. Наибольшее впечатление на будущего режиссёра произвели работы канадского кинодокументалиста Артура Липсетта (англ. Arthur Lipsett), и, в частности, его авангардный короткометражный фильм «21-87», который Лукас смотрел десятки раз. Для метода работы канадского кинодокументалиста был характерен сбор выброшенных обрезков отснятой киноплёнки и последующий монтаж из них различных калейдоскопически сменяющих друг друга экстравагантных образов, без наличия конкретного сюжета или героев. Под влиянием Липсетта и других экспериментальных постановщиков, Лукас и сам захотел снимать подобные «эксцентричные и абстрактные», как он их охарактеризовал,— фильмы. В тот период ему казалось, что он буквально может снять фильм о чём угодно, даже экранизировать телефонный справочник. Тогда его не интересовал ни сюжет, ни персонажи, а его студенческие работы приближались по своей стилистике к «визуальной поэзии». Также в это время Лукас стал одним из участников «Гладко выбритого киноклуба» (англ. Clean Cut Cinema Club), на котором в основном показывались сериалы о супергероях и игнорировались фильмы французской новой волны, популярные у интеллектуалов в 1960-е годы.     
На первом курсе обучения Лукас поступил на курс анимации, которую преподавал Герб Косовер. На его занятиях будущий режиссёр обнаружил, что его сильно заинтересовала мультипликация и он начинает увлекаться её созданием и техникой. В рамках изучения этого курса Косовер задал своим студентам создать минутный фильм, в связи с чем Лукас и снял свою экспериментальную ленту «Взгляд на жизнь». Лента длительностью одну минуту представляет собой снятый мультипликационной камерой монтаж из вырезанных Лукасом фотографий из журналов Look и Life. В этом фильме Лукас использовал музыкальную композицию (что противоречило рамкам задания Косовера) в ритмах бразильской самбы Антониу Карлоса Жобина (порт. A Felicidade-Batucada) из фильма «Чёрный Орфей» французского режиссёра Марселя Камю, имевшего значительный успех и популяризовавшего во всём мире босанова.     

## Приём и критика
Об истории создания своего дебютного фильма и его приёме, режиссёр позже вспоминал следующим образом:    
Одним из первых курсов у меня была анимация, а не съёмки. И в классе нам выдали по минуте плёнки, чтобы мы поупражнялись с установкой и научились двигать камеру — влево-вправо, вверх-вниз. Там были определённые требования… Это было тестовое задание. А я взял эту минуту плёнки и снял ролик, который выиграл штук двадцать пять наград на кинофестивалях по всему миру и перевернул с ног на голову всю кафедру анимации.
При первых показах студенты и преподаватели были поражены, а его автор стал местной знаменитостью и подающим надежды студентом. По воспоминаниям одного из однокурсников: «Просмотр этой работы взбудоражил всех. Никто не ожидал ничего подобного… Все поворачивались друг к другу и спрашивали: „Кто это сделал?“ А это сделал Джордж». Преподаватели стали отзываться о нём следующим образом: «О, у нас тут есть один яркий студент». Эта работа придала ему уверенности в своём призвании, про что он позже говорил: «Именно тогда я понял, что все мои безумные идеи могут сработать». Кроме того, этот фильм позволил ему познакомиться на практике с техникой и секретами монтажа: «Я считаю, что в конечном итоге мой истинный талант — это именно монтаж». 
По мнению Криса Тейлора, автора одной из биографий режиссёра, несмотря на то, что в этой ленте присутствуют некоторая напыщенность, в частности, в финальных титрах, но в рамках сжатой формы Лукас сумел добиться поразительного результата и передать основные моменты общественной жизни той эпохи: «Америка в середине 1960-х, ужасы войны и расизма, которые привели к написанию протестного гимна того года — Eve of Destruction, и всё это отражено в одной минуте фильма». Другой биограф режиссёра — Брайан Джей Джонс, характеризует этот короткометражный фильм, как смонтированные образы состоящие в идеальной гармонии с музыкальным сопровождением, и в котором «Лукас обстреливает зрителей пулемётным огнём изображений, быстро сменяющих друг друга на экране». 
«Взгляд на жизнь» был включён в документальный фильм «Наследие кинематографистов: первые годы американского зоотропа», который был выпущен при релизах на DVD и Blu-ray-носителях первого художественного фильма Лукаса — «THX 1138».